# Peradectinae
Los peradectinos (Peradectinae) son una subfamilia extinta de marsupiales didelfimorfos de la familia Didelphidae.

## Taxonomía
| Género          | Especie | Autor                     | Registro fósil |
| --------------- | ------- | ------------------------- | -------------- |
| Alloeodectes    | sp.     | Russell, 1984             | (†)            |
| Armintodelphys  | sp.     | Krishtalka & Stucky, 1983 | (†)            |
| Mimoperadectes  | sp.     | Bown & Rose, 1979         | (†)            |
| Nanodelphys     | sp.     | McGrew, 1937              | (†)            |
| Peradectes      | sp.     | Matthew & Granger, 1921   | (†)            |
| Siamoperadectes | sp.     | Ducrocq et al., 1992      | (†)            |